# Lakshmiswar Sinha
Lakshmiswar Sinha, né le 6 juin 1905 à Rarisal, dans le Nord-Est de l'Inde et mort le 22 avril 1977 à Santiniketan, Inde, est un espérantiste indien, enseignant les travaux manuels éducatifs à Santiniketan, Bengale. Il était un disciple et un ami de Tagore, espérantiste reconnu en Asie,.

## Découverte de l'espéranto en Suède
Envoyé en Suède en 1928-29 il étudia les  travaux manuels éducatifs. En 1928 pendant un séjour à Stockholm il devint espérantiste, passa tous les examens de la fédération suédoise d'espéranto (eo). À l'initiative de Ernfrid Malmgren en septembre 1929 il entama une tournée de conférences. En Suède il parcourut plus de 10 000 km, fit plus de 200 conférences devant plus de 30 000 personnes, et aussi deux fois à la radio. En automne 1930 il fit une tournée en Estonie et en Lettonie, puis pendant deux mois en Pologne, 40 conférences dans 22 villes devant près de 8000 personnes. En août 1931 il retourna en Inde, où il travailla pour l'espéranto en écrivant des articles et devint délégué principal de l'association mondiale d'espéranto. 

## Actions pour l'Inde
En automne 1933 il revint en Suède. En 1936 parut son ouvrage Hindo rigardas Svedlandon (Un Indien regarde la Suède). Sa traduction de sept récits de Tagore Malsata ŝtono (Une pierre affamée) ouvrit en 1961 la Serio Oriento-Okcidento.
Le résultat de ses efforts pour créer un mouvement espérantiste en Inde fut la fondation de l’Institut bengali d'espéranto en 1963, année où parut sa brochure en bengali Esperanto-movado (Mouvement espérantiste). La société d'édition en espéranto (eo) publia en 1966 en Suède l'autobiographie  de Sinha Jaroj sur tero (Des années sur terre). Le dernier ouvrage de Sinha parut en 1974 : Facila Esperanta lernolibro (Manuel d'Espéranto facile), en bengali.